# Wander na cestách
Wander na cestách (neoficiálně též Tulákovy toulky, v původním anglickém znění Wander Over Yonder) je americký dětský animovaný televizní seriál. Autorem je americký animátor a producent Craig McCracken. 
Premiéra seriálu proběhla 16. srpna 2013 na televizní stanici Disney Channel, na konci března byly nové díly první řady přesunuty na stanici Disney XD. Seriál má dvě série, poslední díl byl odvysílán 27. června 2016. V Česku byl vysílán na stanici ČT :D.

## Děj
Hlavní postavy seriálu jsou mezigalaktický a velmi optimistický mezigalaktický cestovatel Wander a jeho nejlepší kamarádka kobyla Sylvia. Spolu cestují po různých planetách a pomáhají tamějším lidem žít veselý a svobodný život, i přes neustálé narušování a nadvládu zlého Lorda Hatera a jeho armády. 
Mezi díly v první sérii prakticky neexistuje posloupnost a lze je sledovat nezávisle na sobě. Ve druhé sérii na sebe díly pevněji navazují. 

## Postavy
Podrobnější informace naleznete v článku Seznam postav ze seriálu Wander na cestách.
- Wander – je optimistický, dobrosrdečný a energický mimozemšťan, občas pro okolí až otravný. Vzhledem k jeho optimistickému přístupu je Wander často naivní a lhostejný k případnému nebezpečí, proto se do věcí vrhá bezhlavě a bez domýšlení případných rizik a následků. Je malého vzrůstu, jeho tělo pokrývá oranžová srst, na hlavě nosí velký zelený klobouk, na nohách má bílé ponožky a modré boty. V epizodě The Greater Hater se spekuluje o tom, že Wander není jeho pravé jméno, o několik dílů později vyjde najevo, že jeho v minulé galaxii bylo Tumbleweed.
- Sylvia – je Wanderova nejlepší kamarádka. Jedná se o koně modré barvy s růžovou hřívou. Je drsná, odvážná a nebojácná, Wandera ochraňuje a je tu vždy, aby mu pomohla. V epizodě The Waste of Time vyjde najevo její kontroverzní minulost a taky skutečnost, že chtěla Wandera prodat za peníze, nakonec ale svých kriminálních činností zanechala.
- Lord Hater – je Wanderův samozvaný nepřítel a diktátor. Jeho největší touha je vládnout celému vesmíru a zničit každého, kdo by mu stál v cestě. Je namyšlený, zlý a nesnáší, když mu má někdo něco přikazovat. Má vzhled kostlivce a je oblečen do černo-červeného hábitu s kapucí. Wandera bytostně nenávidí a nesnáší jeho optimismus.